# Dresdner Tage der zeitgenössischen Musik
Die Dresdner Tage der zeitgenössischen Musik sind ein in Dresden veranstaltetes internationales Festival für Neue Musik. Das Festival ist bestrebt die Verbindungen der zeitgenössischen Musik mit anderen Künsten, wie Theater und Musiktheater, Tanz, Performance, Installationen, Neue Medien, Video- und Filmkunst aufzuzeigen und herzustellen.

## Geschichte
Die Dresdner Tage der zeitgenössischen Musik wurden 1987 vom Komponisten und Dirigenten Udo Zimmermann ins Leben gerufen und zählen auf diesem Gebiet zu den wichtigsten Festivals in Europa. Veranstaltet wurde das Festival zunächst durch das 1986 ebenfalls von Udo Zimmermann gegründete und seither geleitete Dresdner Zentrum für zeitgenössische Musik (DZzM), welches zum 1. Juli 2002 auf das Festspielgelände Hellerau zog, was nicht nur eine räumliche, sondern auch konzeptionelle Neuorientierung mit sich brachte.
Am 11. Dezember 2003 wurde durch den Dresdner Stadtrat beschlossen, die städtische Einrichtung Dresdner Zentrum für zeitgenössische Musik (DZzM) mit Wirkung zum 1. Januar 2004 zu einem Institut der zeitgenössischen Künste am Festspielhaus Hellerau zu entwickeln und in Bezug auf die Gründungsgeschichte des Festspielhauses Hellerau in HELLERAU – Europäisches Zentrum der Künste umzubenennen. Mit dieser Umwandlung des DZzM unter der Leitung von Intendant Udo Zimmermann waren u. a. folgende Zielstellungen verbunden: Etablierung eines Instituts für die Produktion und Präsentation im Bereich der zeitgenössischen Künste; Bündelung der personellen, finanziellen und anderen Ressourcen zur Betreibung des Festspielhauses Hellerau; Schaffung von professionellen Rahmenbedingungen für künstlerische und strukturelle Kooperationen.
Mit Beginn der Intendanz von Dieter Jaenicke 2009 trat das Festival mit neuem Konzept an und nannte sich zunächst TonLagen, ab 2010 Tonlagen. Seit 2012 findet es biennal statt, bis 2016 jeweils im Oktober eines Jahres, ab der Saison 2018/2019 im Frühjahr. 2019 fand das Festival erstmals unter der neuen Leitung von Moritz Lobeck statt und wurde seitdem TONLAGEN – Dresdner Tage der zeitgenössischen Musik genannt. Die Ausgabe 2021 fand pandemiebedingt dreiteilig und in Teilen online statt (April/November/Februar 2022), es war die 30. Ausgabe des 1987 erstmals ausgerichteten Festivals. 2023 fand die 31. Ausgabe vom 19. April bis 07. Mai statt, in diesem Jahr kehrte man zum alten Titel „Dresdner Tage der zeitgenössischen Musik“ zurück.

## Interpreten
Dirigenten waren in der Vergangenheit u. a. Krzysztof Penderecki, Mauricio Kagel, Karlheinz Stockhausen, Herbert Kegel, Cristóbal Halffter und Friedrich Goldmann. Mehrere Kammermusikensembles, unter ihnen das Ensemble Modern, Leipziger Consort und die Gruppe Neue Musik Hanns Eisler konzertierten in Dresden. Außerdem gastierten Rundfunkorchester, wie das MDR-Sinfonieorchester, die Deutsche Radio Philharmonie Saarbrücken Kaiserslautern und das SWR Sinfonieorchester Baden-Baden und Freiburg.

## Uraufführungen (Auswahl)
| - Alban Berg - Reiner Bredemeyer - Thomas Buchholz - Edisson Denissow - Paul-Heinz Dittrich - Luca Francesconi | - Jörg Herchet - Caspar René Hirschfeld - Georg Katzer - Günter Neubert - Helmut Oehring - Ben-Zion Orgad - Frank Petzold |  | - Friedrich Schenker - Steffen Schleiermacher - Karoline Schulz - Kurt Schwaen - Pēteris Vasks - Ruth Zechlin |
| | |  | |